# When It All Falls Apart
A When It All Falls Apart a The Veronicas harmadik kislemeze debütáló, The Secret Life of… című albumukról. 2006 március 21-én jelent meg, és }35 000 eladott példány után arany minősítést ért el. Az ARIA listáján 14 hetet töltött a top 20-ban a szám. Tervezik szerint az Egyesült Királyságban is megjelent volna 2007 márciusában, viszont mégsem adták ki. Első brit kislemezük az Untouched lett. A felvétel a The Sims 2 Évszakok című kiegészítő játékában is hallható.

## Videóklip
A When It All Falls Apart című dalhoz tartozó videóklipben a The Veronicas tagjai egy buli utáni reggelen felkelnek, majd mialatt takarítanak, visszajátszásokat láthat a közönség az éjjeli szórakozásról, mely során egy krokodil is körbejárta a házat. A videó végén a házon kívül éneklik a számot.

## Feldolgozás
Eiza González egy mexikói színésznő/énekesnő, aki spanyol változatban dolgozta fel a dalt, melynek címe Lo Que No Fue Sera lett, a Lola... Érase una vez című mexikói szappanopera filmzenéjeként jelent meg.

## Számlista
1. When It All Falls Apart - 3:15
2. Heavily Broken (live) - 4:23
3. Everything I’m Not (Jason Nevins remix edit) - 3:30